# Kenneth Kennholt
Kenneth Kennholt (* 13. Januar 1965 in Södertälje) ist ein ehemaliger schwedischer Eishockeyspieler.

## Karriere
Kenneth Kennholt begann seine Karriere als Eishockeyspieler in seiner Heimatstadt in der Nachwuchsabteilung von SPAIF, für dessen Profimannschaft er in der Saison 1984/85 sein Debüt in der damals noch zweitklassigen Division 1 gab. Die folgenden drei Jahre verbrachte er bei deren Ligarivalen Nacka HK. Daraufhin schloss sich der Verteidiger dem Hauptstadtklub Djurgårdens IF aus der Elitserien an. Mit Djurgården gewann er in den Spielzeiten 1988/89, 1989/90 und 1990/91 jeweils den schwedischen Meistertitel. Auf europäischer Ebene gewann er zudem mit seiner Mannschaft in den Jahren 1990 und 1991 jeweils den Eishockey-Europapokal. Zur Saison 1993/94 wurde der zweifache Weltmeister vom HV71 verpflichtet, mit dem er in der Saison 1994/95 ebenfalls den schwedischen Meistertitel gewann. Zuletzt trat er in der Saison 1997/98 erneut für Djurgårdens IF in der Elitserien an, ehe er seine Karriere im Alter von 33 Jahren beendete. 

### International
Für Schweden nahm Kennholt an den Weltmeisterschaften 1991, 1992 und 1993 teil. Zudem stand er im Aufgebot seines Landes bei den Olympischen Winterspielen 1992 in Albertville. Bei den Weltmeisterschaften 1991 und 1992 gewann er mit seiner Mannschaft jeweils die Gold-, bei der Weltmeisterschaft 1993 die Silbermedaille.

## Erfolge und Auszeichnungen
- 1989 Schwedischer Meister mit Djurgårdens IF
- 1990 Schwedischer Meister mit Djurgårdens IF
- 1990 Eishockey-Europapokal mit Djurgårdens IF
- 1991 Schwedischer Meister mit Djurgårdens IF
- 1991 Eishockey-Europapokal mit Djurgårdens IF
- 1995 Schwedischer Meister mit dem HV71

### International
- 1991 Goldmedaille bei der Weltmeisterschaft
- 1992 Goldmedaille bei der Weltmeisterschaft
- 1993 Silbermedaille bei der Weltmeisterschaft